# 精灵之血
《精灵之血》(Krew elfów) 是波兰奇幻作家安杰伊·萨普科夫斯基的《猎魔人》系列中第一部长篇小说，于1994年由SuperNowa 出版。本书曾获得1994年的扎伊德尔奖。

## 情节
小说开始前一年，尼弗迦德帝国进攻辛特拉王国。卡兰瑟女王身负重伤，自杀身亡，她的外孙女希里逃离了燃烧的都城。除了王室血统外，希里还有精灵的血统，这使她拥有巨大的魔法潜力。尼弗迦德的皇帝恩希尔派手下去找她。
北方诸国的国王们在哈吉要塞密会，他们担心恩希尔会娶希里，从而合法地占有辛特拉的土地，于是决定干掉希里。
利维亚的杰洛特保护着希里，并带她来到猎魔人们的城堡‌凯尔莫罕，接受仅存的几个猎魔人的训练。猎魔人对希里的魔法能力感到担忧，因此请求女术士特丽丝来凯尔莫罕。在训练和照顾希里的过程中，特丽丝意识到希里是一个“魔源”。由于无法驾驭希里的强大力量，她建议杰洛特向法力更高强的女术士，也是他的前情人叶奈法求助。
与此同时，法师里恩斯正在为一名未知的强大法师寻找希里。他抓走了杰洛特的朋友、吟游诗人丹德里恩，对他严刑拷打，逼他说出关于希里的信息。叶奈法救了丹德里恩，并与里恩斯展开了一场魔法决斗。里恩斯在主人的帮助下逃过一劫，但也因此伤痕累累。
春天，杰洛特带着特丽丝和希里离开凯尔莫罕，准备把希里送到位于艾尔兰德的神殿学校。在旅途中，特丽丝病倒了，杰洛特和希里照顾她。途经一座要塞时，杰洛特遇到了老朋友，矮人亚尔潘·齐格林和他的伙伴们。杰洛特等人于是与他们通行，路上遭到松鼠党的袭击，交战后不久援军赶到。
把希里送到艾尔兰德入学之后，杰洛特设法追踪里恩斯和他的主人。在丹德里恩、医科学生夏妮和资深女术士菲丽芭的帮助下，他找到了里恩斯，并和他对决。双方都受了伤，里恩斯的主人再次介入，为他打开了传送门，杰洛特被菲丽芭阻止追击。
叶奈法收到杰洛特的求助信后，来到艾尔兰德训练希里。一开始两人关系不佳，不过感情很快变好。

## 改编
电视剧《猎魔人》第二季的主要剧情以书中故事为基础。

## 脚注
1. ↑  包括泰莫利亚、瑞达尼亚、科德温、亚甸、莱里亚等国
2. ↑  包括维瑟米尔、柯恩、艾斯卡尔和兰伯特。其中维瑟米尔最年长，兰伯特最年轻
3. ↑  里恩斯因为偷窃从法师学院退学后，曾加入过科德温的情报机构。之后在辛特拉因为欠债入狱。一名法师匿名帮他还了债并把他救出监狱，还给了他魔法护身符并训练他。在做这名法师的跟班的同时，里恩斯也为恩希尔效力
4. ↑  主要由精灵和矮人组成的游击队